# Rum Cay
Rum Cay é um dos 32 distritos das Bahamas. Sua localização é ao sul da capital do arquipélago, Nassau. Ela é conhecida por suas ruínas históricas, recifes de corais vivos, e quilômetros de praias.

## História
Nos primeiros dias, Rum Cay foi o lar de índios Arawak. Mas, no início do século XVI, após a chegada de Cristóvão Colombo, a maioria dos índios haviam deixado a ilha. Evidencias, tais como desenhos rupestres, tigelas e utensílios, sugerem que um pequeno grupo deles morava em cavernas antes da partida. Em 1901, Rum Cay tinha cinco assentamentos distintos, com uma maioria de moradores residindo na aldeia de Port Nelson. Hoje, Port Nelson é a único local habitado da ilha.
Atualmente o turismo desempenha um papel importante para os moradores da ilha.